# Vår Frelsers kirke (Haugesund)

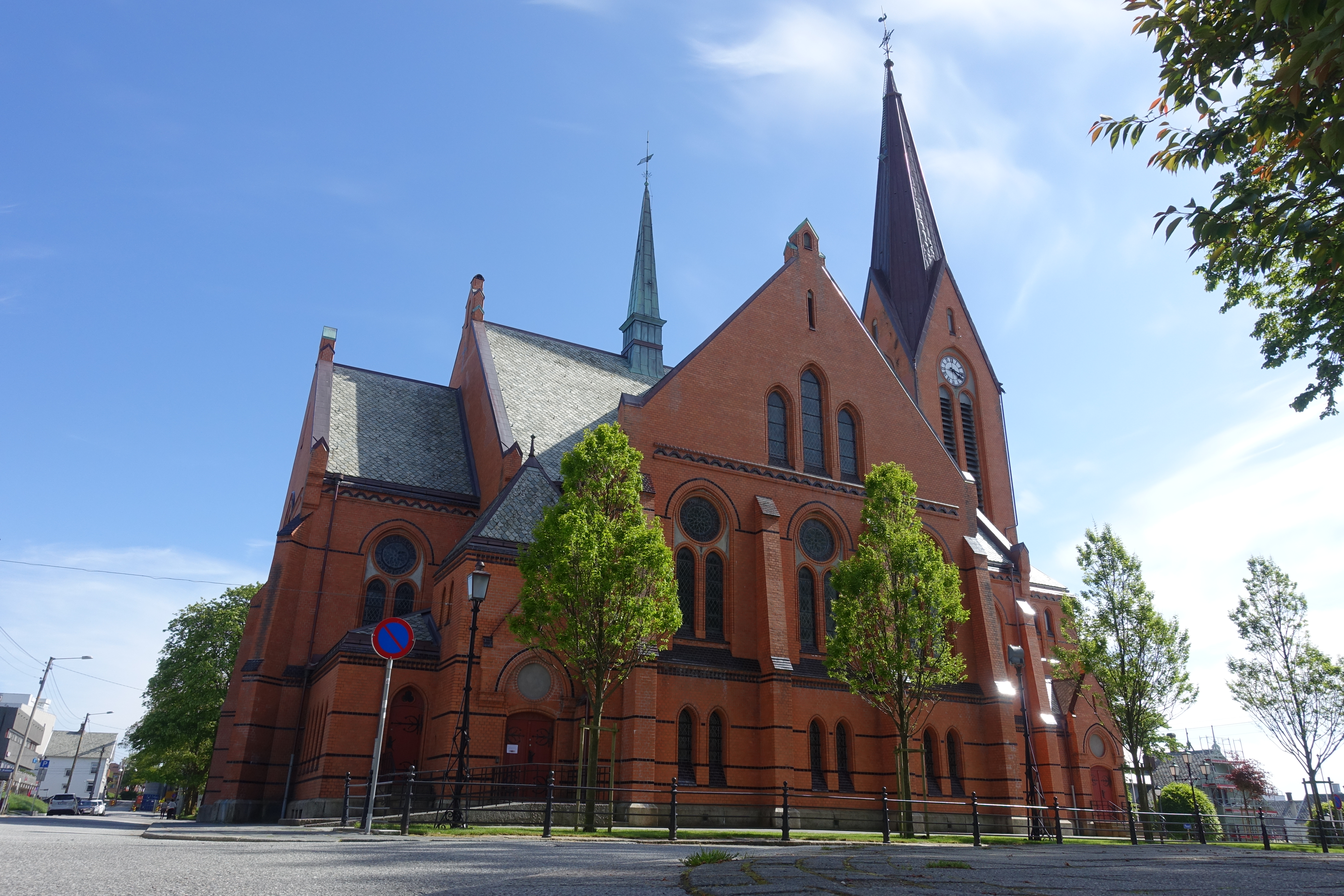
Kirchenansicht

Die Vår Frelsers kirke (Erlöserkirche) ist eine Pfarrkirche der Norwegischen Kirche in Haugesund im Fylke Rogaland. Sie befindet sich im Zentrum der Kommune Haugesund. Es handelt sich um die Kirche der Vår-Frelser-Pfarrei, welche Teil des Dekanats Haugaland im Bistum Stavanger ist.
Die Backsteinkirche wurde 1901 in Form einer Kreuzkirche im neugotischen Stil anhand der Zeichnungen des Architekten Einar Halleland (1860–1944) erbaut.

## Geschichte
Zunächst besuchten die Bewohner der Region oft die naheliegende Skåre kirke. 1854 etablierte sich Haugesund als Handelsstadt. Als die kleine Stadt wuchs, wünschten sich die Bewohner eine eigene Kirche in der Stadt. 1885 wurde das Grundstück gekauft und 1890 erteilte die Regierung die Zustimmung zum Bau der Kirche. Ein architektonischer Wettbewerb wurde ausgetragen, den im Februar 1899 Einar Halleland gewann. Die Kirche wurde von 1899 bis 1901 erbaut und am 6. März 1901 geweiht.

## Architektur und Inneneinrichtung
Die Kirche ist ein monumentaler Ziegelbau über dem Grundriss eines lateinischen Kreuzes und mit einem 53 Meter hohen Fassadenturm, der mit einem gotischen Spitzhelm bedeckt ist. Die Vierung von Lang- und Querhaus ist mit einem Dachreiter markiert. Der eingewölbte Dachstuhl im Langhaus ist eine offene Balkenkonstruktion.
Die sieben farbigen Fenster von 1901 im Chor mit Darstellungen der Vier Evangelisten und der Hl. Dreifaltigkeit wurden von der Glasmalerei Dr. H. Oidtmann aus Linnich ausgeführt. Das Altarbild von 1901 in dem dreiteiligen Altar stammt von Fredrik Kolstø und ist eine Darstellung von Jesus auf dem Berg Gethsemane. Der 11 Meter hohe Kronleuchter von 1916, dessen 12 große Leuchten die Zwölf Apostel symbolisieren, wurde von Emanuel Vigeland (1875–1948) geschaffen. In der Kirche befindet sich ein Taufbecken aus dem Jahr 1627.
Die Orgel auf der Empore aus dem Jahre 2004 in einem neugotischen Gehäuse, mit drei Manualen und Pedal und ist ein Werk des niederländischen Orgelbauers Verschueren Orgelbouw. Eine weitere, kleine Orgel mit Pedal und einem Manual befindet sich im Kirchenschiff neben dem Chor. 

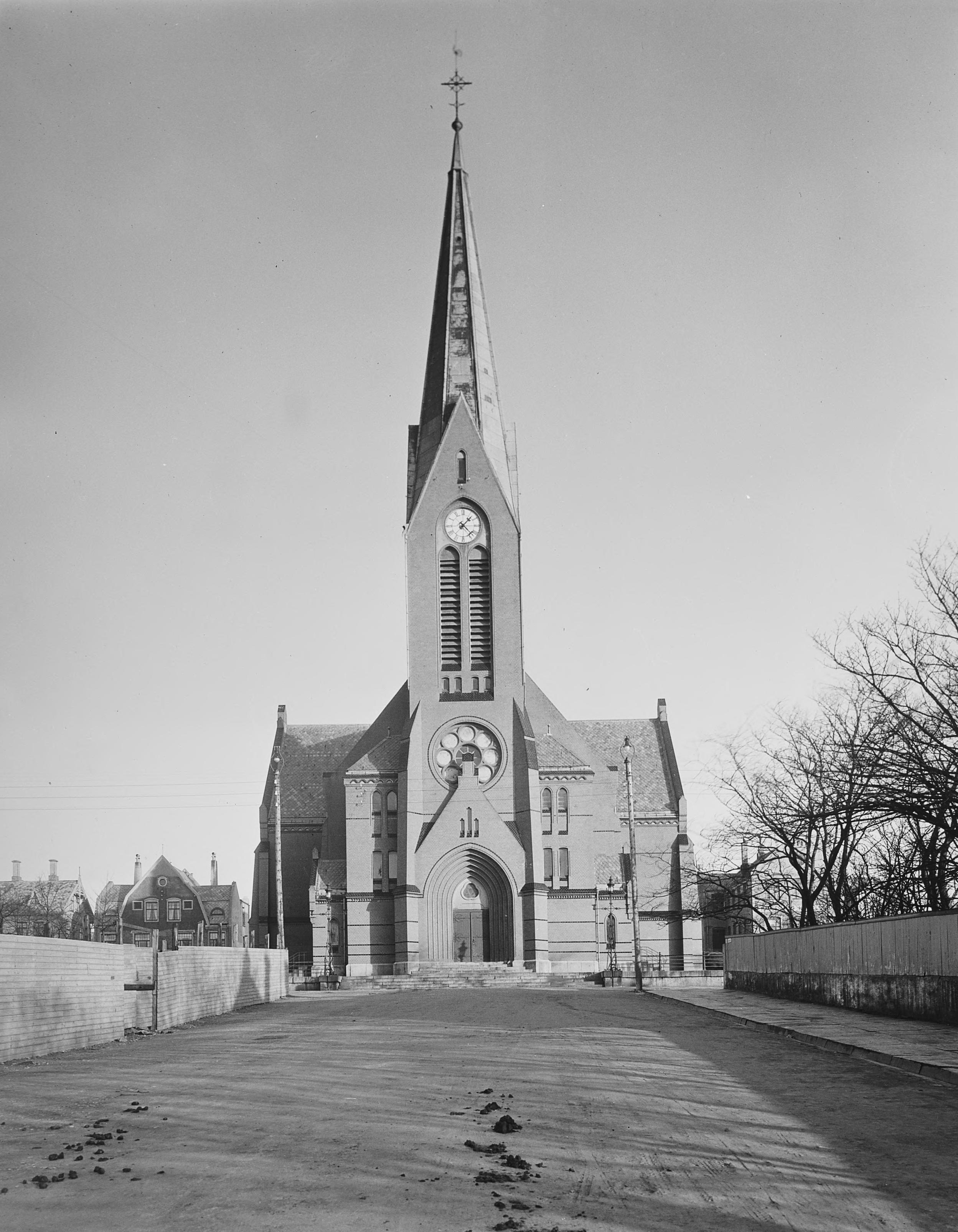
Ansicht 1925
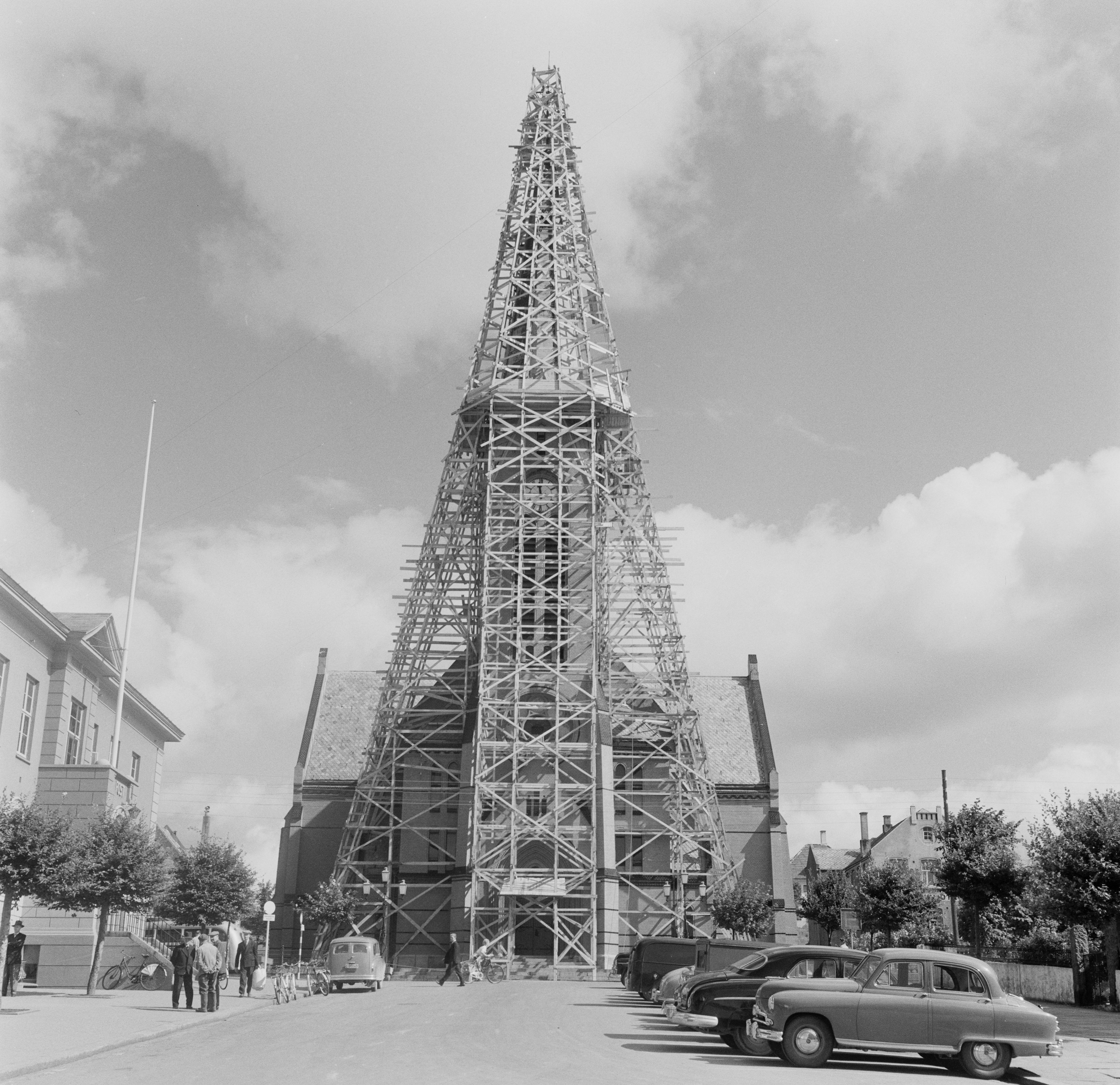
Renovierung 1953
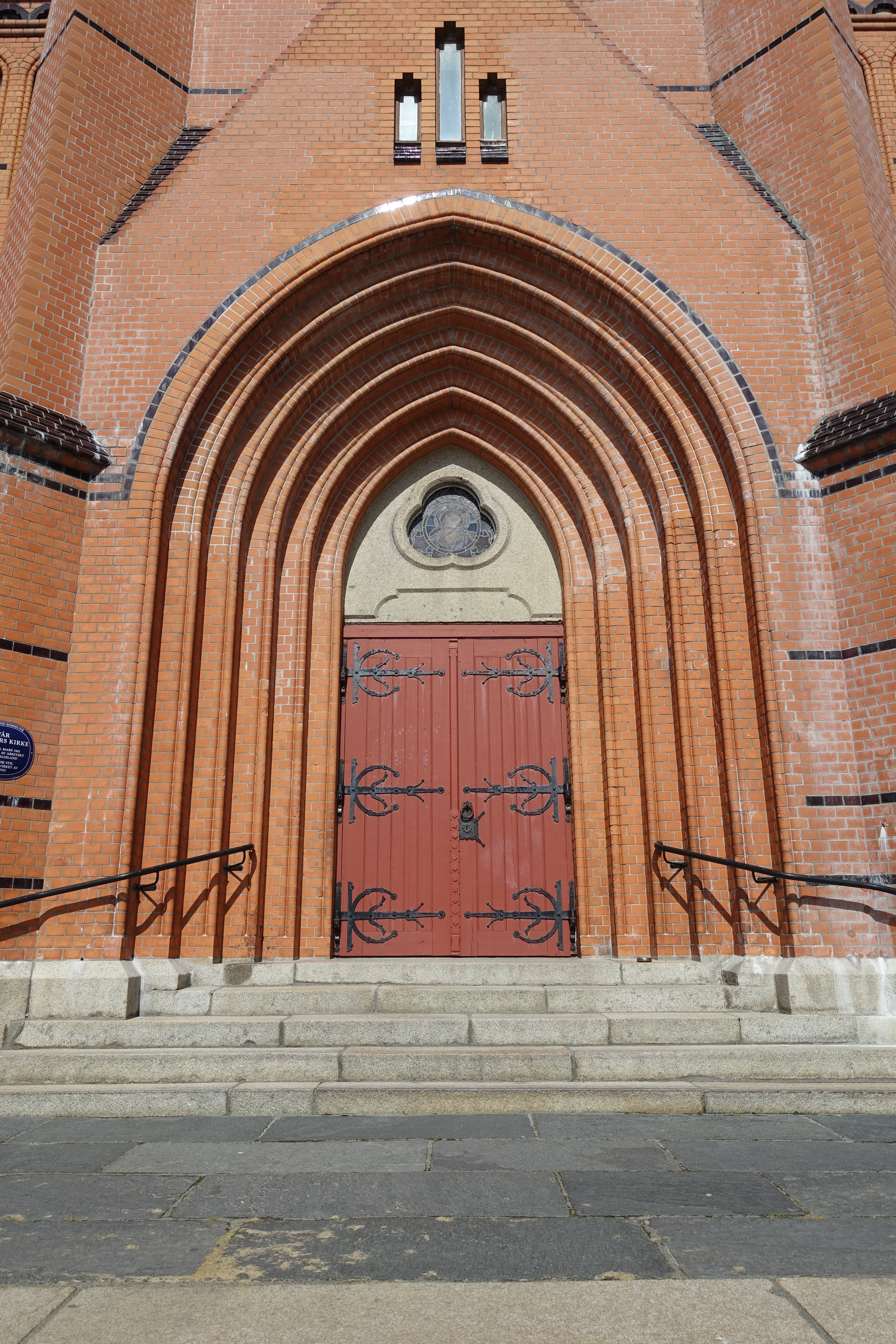
Portal